# Phaonia
Phaonia es un género de moscas de la familia Muscidae. Es el género más numeroso de la subfamilia Phaoniinae, con más de 760 especies descritas. Es un grupo muy heterogéneo y es posible que sea parafilético. Están distribuidas por todo el mundo. Las larvas carnívoras se alimentan de otros insectos.

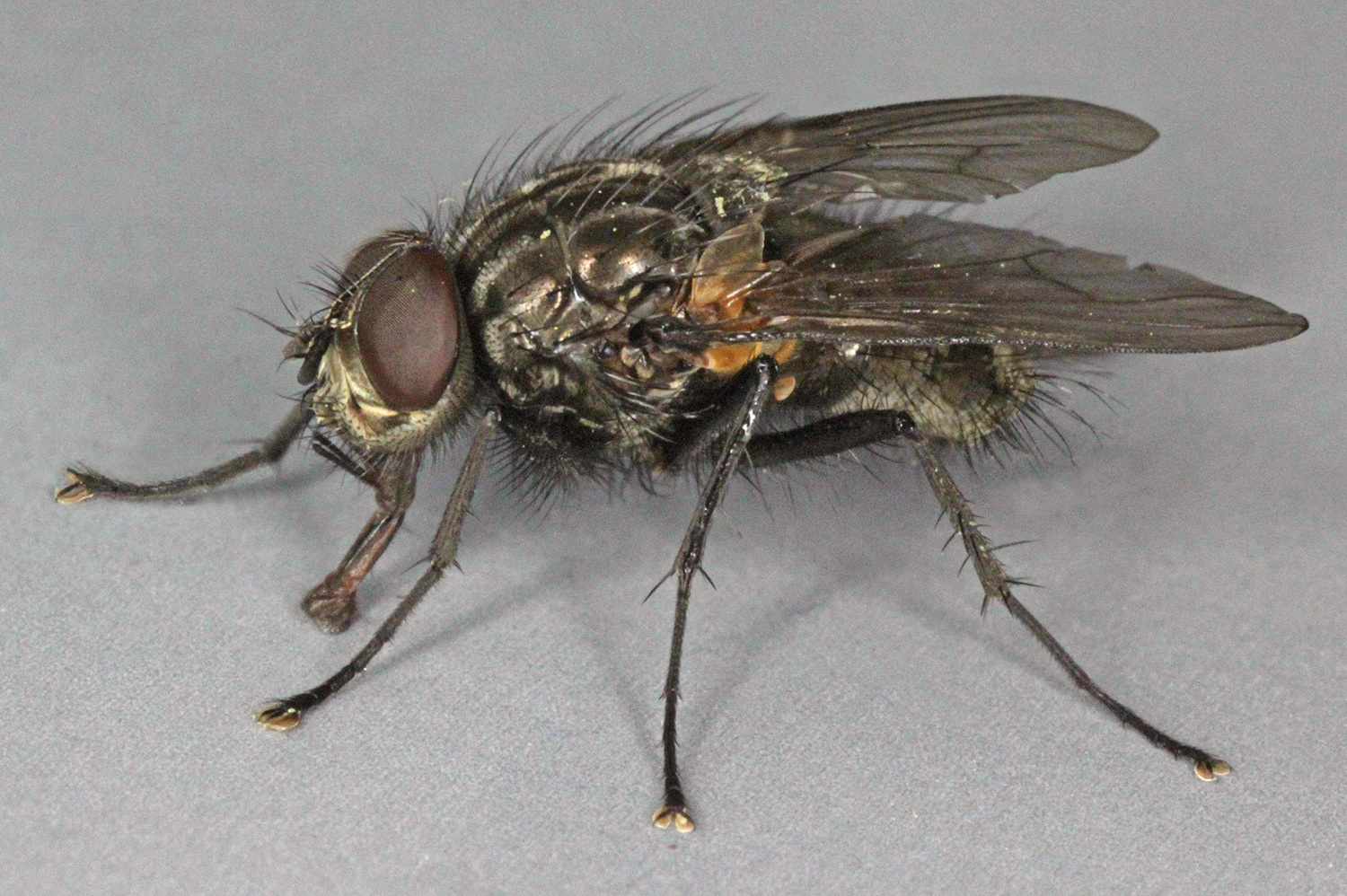
Phaonia consobrina macho

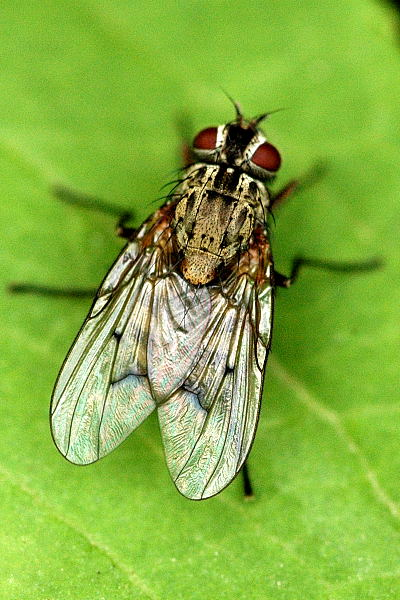
Phaonia fuscata

## Especies
(Lista incompleta)
- P. aberrans Malloch, 1919
- P. albocalyptrata Malloch, 1920
- P. alpicola Zetterstedt, 1845
- P. alticola Malloch, 1923
- P. amabilis Meigen, 1826
- P. angelicae Scopoli, 1763
- P. antennalis Huckett, 1966
- P. apicalis Stein, 1914
- P. apicata Johannsen, 1916
- P. atlanis Malloch, 1923
- P. atriceps Loew, 1858
- P. atrocitrea Malloch, 1923
- P. atrocyanea Ringdahl, 1916
- P. aurea Malloch, 1923
- P. azygos Malloch, 1923
- P. bacillirostris Xue & Wang, 2009[4]
- P. basiseta Malloch, 1920
- P. bidentata Ringdahl, 1933
- P. bitincta Róndani, 1866
- P. brevispina Malloch, 1923
- P. bysia Walker, 1849
- P. caerulescens Stein, 1898
- P. californiensis Malloch, 1923
- P. canescens Stein, 1916
- P. cauta Huckett, 1973
- P. cincta Zetterstedt, 1846
- P. consobrina Zetterstedt, 1838
- P. coriatlanis Huckett, 1966
- P. curvinervis Malloch, 1923
- P. curvipes Stein, 1920
- P. deleta Stein, 1898
- P. diruta Stein, 1898
- P. dissimilis Malloch, 1923
- P. errans Meigen, 1826
- P. erronea Schnabl, 1887
- P. exoleta Meigen, 1826
- P. falleni Michelsen, 1977
- P. fausta Huckett, 1965
- P. flava Stein, 1920
- P. flavibasis Malloch, 1919
- P. flavitibia Johannsen, 1916
- P. fraterna Malloch, 1923
- P. fuscana Huckett, 1965
- P. fuscata Fallén, 1825
- P. fusca Meade, 1897
- P. fuscicauda Malloch, 1918
- P. fuscisquama Wulp, 1896
- P. gobertii Mik, 1881
- P. gracilis Stein, 1916
- P. halterata Stein, 1893
- P. harti Malloch, 1923
- P. hebetoida Ma & Deng, 2002[4]
- P. houghii Stein, 1898
- P. hybrida Schnabl, 1888
- P. imitatrix Malloch, 1919
- P. incana Wiedemann, 1817
- P. inenarrabilis Huckett, 1965
- P. jaroschewskii Schnabl, 1888
- P. laeta Fallén, 1823
- P. laticornis Malloch, 1923
- P. latipalpis Schnabl in Schnabl & Dziedzicki, 1911
- P. limbinervis Stein, 1918
- P. longicornis Stein, 1916
- P. lugubris Meigen, 1826
- P. magnicornis Zetterstedt, 1845
- P. marylandica Malloch, 1923
- P. mediterranea Hennig, 1963
- P. meigeni Pont, 1986
- P. monticola Malloch, 1918
- P. mystica Meigen, 1826)
- P. neglecta Huckett, 1966
- P. nigricans Johannsen, 1916
- P. nigricauda Malloch, 1918
- P. nymphaearum Robineau-Desvoidy, 1830
- P. pallida Fabricius, 1787
- P. pallidisquama Zetterstedt, 1849
- P. pallidosa Huckett, 1965
- P. pallidula Coquillett, 1902
- P. palpata Stein, 1897
- P. parviceps Malloch, 1918
- P. perdita Meigen, 1830
- P. peregrinans Huckett, 1965
- P. perfida Stein, 1920
- P. picealis Huckett, 1965
- P. pratensis Robineau-Desvoidy, 1830
- P. prisca Stein, 1920
- P. protuberans Malloch, 1923
- P. proxima Wulp, 1869
- P. pudoa Hall, 1937
- P. pullata Czerny, 1900
- P. pulvillata Stein, 1904
- P. quieta Stein, 1920
- P. reclusa Huckett, 1966
- P. reflecta Huckett, 1966
- P. reversa Huckett, 1966
- P. rufibasis Malloch, 1919
- P. rufipalpis Macquart, 1835
- P. rufiventris Scopoli, 1763
- P. rugia Walker, 1849
- P. savonoskii Malloch, 1923
- P. scutellata Zetterstedt, 1845
- P. serva Meigen, 1826
- P. siebecki Schnabl in Schnabl & Dziedzicki, 1911
- P. sobriana Huckett, 1966
- P. soccata Walker, 1849
- P. striata Stein, 1898
- P. subfusca Malloch, 1923
- P. subfuscinervis Zetterstedt, 1838
- P. sublatilamella Xue & Wang, 2009[4]
- P. subventa Harris, [1780]
- P. suecica Ringdahl, 1947
- P. tenebriona Huckett, 1965
- P. texensis Malloch, 1923
- P. tipulivora Malloch, 1923
- P. trimaculata Bouché, 1834
- P. trivialis Malloch, 1923
- P. tuguriorum Scopoli, 1763
- P. uniseriata Malloch, 1923
- P. valida Harris, 1780
- P. versicolor Stein, 1920
- P. villana Robineau-Desvoidy, 1830
- P. winnemanae Malloch, 1919
- P. zugmayeriae Schnabl, 1888